# Vogelmuseum van de Brailleliga
Het Vogelmuseum van de Brailleliga (Frans: Musée des oiseaux de la ligue Braille) is een ecomuseum in Sint-Gillis in het Brussels Hoofdstedelijk Gewest. Het museum is aangepast aan en gericht op bezoekers met een visuele handicap.
Het museum werd in 1996 opgericht. Het is gevestigd in enkele ruimtes van het pand van de Brailleliga aan de Engelandstraat. Centraal staat het waarnemen van vogels door blinden en slechtzienden. Enerzijds gebeurt dit door het beluisteren van het vogelgezang. Daarnaast kunnen vogels in de hand worden genomen en betast.
Het gaat niet om echte vogels, maar om exemplaren die nagemaakt zijn van balsahout en geverfd zijn in hun originele kleuren. Er is een keuze gemaakt voor circa dertig vogels die afkomstig zijn uit vijf verschillende typen landschappen: in tuinen, bossen, het veld, op het water of langs steile rotsen. De vogels zijn gemaakt in samenwerking met het Koninklijk Belgisch Verbond voor de Bescherming van de Vogels.